# Seychelle-szigeteki béka
A seychelle-szigeteki béka (Sooglossus sechellensis) a kétéltűek (Amphibia) osztályának békák (Anura) rendjébe és a Seychelle-szigeteki békafélék (Sooglossidae) családjába tartozó faj. 

## Előfordulása
Az Indiai-óceánban fekvő Seychelle-szigetek endemikus faja. A szigetcsoport Mahé, Silhouette és Praslin szigetén honos. Az esőerdők nyirkos aljnövényzetében él.

## Megjelenése
Kis méretű békafaj, testhossza 16,4–17,7 mm, a hímek általában kisebbek a nőstényeknél. A hímek éneke összetett, egy elsődleges hangból áll, melyet négy másodlagos hang követ. Az elsődleges hang frekvenciája kb. 2660 Hz.
Az amplexus során a nőstény a földön készített fészekbe helyezi a petéket, melyeket a hím őriz. Kikelésük után az ebihalak a hím hátára másznak, ahol átalakulásukig maradnak.

## Természetvédelmi helyzete
A vörös lista a veszélyeztetett fajok között tartja nyilván. Elterjedési területe kicsi és erősen fragmentált. Megtalálható a Morne Seychellois Nemzeti Parkban, a Silhouette Nemzeti Parkban és a Praslin Nemzeti Parkban. Veszélyt jelentenek rá az erdőtüzek és az invázív fajok (ceyloni fahéjfa – Cinnamomum verum,  és az Anoplolepis gracilipes hangyafaj). Ezen túlmenően, a klímaváltozás miatt élőterülete folyamatosan csökken.

## Taxonómiai helyzete
A genetikai vizsgálatok azt mutatják, hogy a három populáció különbözik egymástól, és lehetséges, hogy külön fajhoz tartoznak. Emiatt a kutatók javasolták, hogy természetvédelmi célokból mindkét populációt evolúciósan jelentős egységként tartsák számon.